# 圣阿波利纳雷
圣阿波利纳雷（義大利語：Sant'Apollinare），是意大利弗罗西诺内省的一个市镇。总面积17.04平方公里，人口2012人，人口密度118.1人/平方公里（2009年）。ISTAT代码为060067。